# Magda Hueckel
Magda Hueckel (ur. 1978 w Gdańsku) – polska artystka fotograf, artystka wizualna, scenografka, podróżniczka.

## Życiorys
Magda Hueckel jest absolwentką Akademii Sztuk Pięknych w Gdańsku (Wydział Malarstwa i Grafiki), studiowała w Wyższej Szkoły Sztuk Pięknych w Bratysławie, na Słowacji oraz Schule für Gestalltung w St.Gallen, w Szwajcarii. Związana z warszawskim środowiskiem fotograficznym – mieszka, pracuje, tworzy w Warszawie. Jest autorką projektów fotograficznych, autorką fotoinstalacji, autorką projektów wideo. Miejsce szczególne w jej twórczości zajmuje fotografia krajobrazowa, fotografia kreacyjna, fotografia podróżnicza, fotografia portretowa, fotografia przyrodnicza, fotografia teatralna.
Magda Hueckel jest autorką i współautorką wielu wystaw fotograficznych; indywidualnych i zbiorowych, prezentowanych w Polsce i za granicą. Jako fotograf współpracuje między innymi z Nowym Teatrem w Warszawie, Narodowym Teatrem Starym w Krakowie, Teatrem Powszechnym w Warszawie, Teatrem Polskim w Bydgoszczy – czego pokłosiem jest autorska dokumentacja fotograficzna z wielu spektakli teatralnych. Jej autorski album fotograficzny – Anima. Obrazy z Afryki 2005–2013 otrzymał nominację do nagrody Fotograficzna Publikacja Roku 2014, w konkursie organizowanym staraniem (m.in.) Międzynarodowego Festiwalu Fotografii w Łodzi.
W 2001 roku otrzymała stypendium Prezydenta Miasta Sopotu, w 2004 roku została laureatką nagrody Sopocka Muza dla Młodych Twórców, w 2009 została stypendystką Ministra Kultury i Dziedzictwa Narodowego. W 2006 została przyjęta w poczet członków rzeczywistych Okręgu Warszawskiego Związku Polskich Artystów Fotografików (legitymacja nr 948). W działalności ZPAF uczestniczyła do 2023.

## Wystawy indywidualne
| Lp. | Tytuł wystawy                                                 | Miejsce                              | Data | Miejscowość  | Kraj      |
| --- | ------------------------------------------------------------- | ------------------------------------ | ---- | ------------ | --------- |
| 1   | Laleczki                                                      | Piwnica przy Dominikańskiej          | 2003 | Kraków       | Polska    |
| 2   | Grupa hueckelserafin. Fotografie z lat 2002–2004              | PGS                                  | 2005 | Sopot        | Polska    |
| 3   | Morfy                                                         | Galeria Promocyjna                   | 2005 | Warszawa     | Polska    |
| 4   | Morfy. Laleczki. Zamiana II                                   | Galeria Sztuki Wozownia              | 2005 | Toruń        | Polska    |
| 5   | The Morphs                                                    | Galéria Univerzitnej Knižnice        | 2005 | Bratysława   | Słowacja  |
| 6   | Morphs                                                        | Sala de arte Puerto de la Cruz       | 2005 | Teneryfa     | Hiszpania |
| 7   | Pomiędzy                                                      | Galeria FF                           | 2006 | Łódź         | Polska    |
| 8   | Morfy. Dysfunkcje                                             | CSW Solvay                           | 2006 | Kraków       | Polska    |
| 9   | Hueckelserafin. Selected Works 2003–2007                      | Andersons Mill Smeaton               | 2007 | Smeaton      | Australia |
| 10  | Dialog – Morfy                                                | 2PiR                                 | 2008 | Poznań       | Polska    |
| 11  | Autoportrety obsesyjne                                        | Galeria Piekary                      | 2009 | Poznań       | Polska    |
| 12  | Autoportrety emocjonalne                                      | Galeria Sztuki Wozownia              | 2009 | Toruń        | Polska    |
| 13  | Transformacje                                                 | Bałtycka Galeria Sztuki Współczesnej | 2009 | Słupsk       | Polska    |
| 14  | Cykl REM                                                      | Galeria Foto Art                     | 2010 | Częstochowa  | Polska    |
| 15  | Calmed self-portraits                                         | Fotohuset                            | 2010 | Kristiansand | Norwegia  |
| 16  | Autoportrety emocjonalne                                      | Stara Galeria ZPAF                   | 2010 | Warszawa     | Polska    |
| 17  | Kompozycje (lód)                                              | Galeria Fotografii pf                | 2010 | Poznań       | Polska    |
| 18  | Transgresja (razem z Georgią Krawiec)                         | Galeria FF                           | 2011 | Łódź         | Polska    |
| 19  | Kompozycje (lód)                                              | Gdańska Galeria Miejska              | 2011 | Gdańsk       | Polska    |
| 20  | Cykl REM                                                      | Galeria Strefa A                     | 2011 | Kraków       | Polska    |
| 21  | Oddaj mi moją traumę... (together with Grażyna Tereszkiewicz) | Galeria Pusta                        | 2011 | Katowice     | Polska    |
| 22  | Anima                                                         | Galeria Piekary                      | 2013 | Poznań       | Polska    |
| 23  | Anima                                                         | Galeria Sztuki Wozownia              | 2014 | Toruń        | Polska    |
| 24  | Anima, Imaginarium                                            | Fotofestiwal                         | 2014 | Łódź         | Polska    |
| 25  | Anima. Sacrum                                                 | ZPAF Gallery                         | 2015 | Kraków       | Polska    |
| 26  | Autoportrety wyciszone                                        | Galeria Bałtycka                     | 2015 | Koszalin     | Polska    |
| 27  | Magda Hueckel/Divadelní fotografie                            | International Theatre Festival       | 2015 | Pilzno       | Czechy    |
| 28  | Poland’s theatre through the lens of Magda Hueckel            | Teheran’s City                       | 2015 | Teheran      | Iran      |
| 29  | Hueckel/Teatr II                                              | Miesiąc Fotografii w Krakowie        | 2017 | Kraków       | Polska    |
| 30  | Hueckel/Teatr II                                              | Galeria Sztuki Wozownia              | 2018 | Toruń        | Polska    |
| 31  | Zdebiak, Hueckel, Self-Performance                            | Triennial of photography             | 2018 | Hamburg      | Niemcy    |
| 32  | be-licht-ung-en (razem z Georgią Krawiec)                     | Galeria ep.contmporary               | 2019 | Berlin       | Niemcy    |
| 33  | Organic                                                       | Galeria FOTO-GEN                     | 2021 | Wrocław      | Polska    |
| 34  | Menady                                                        | Galeria Sztuki Współczesnej          | 2021 | Opole        | Polska    |

Źródło

## Wystawy zbiorowe
| Lp. | Tytuł wystawy                           | Miejsce                              | Data | Miejscowość | Kraj            |
| --- | --------------------------------------- | ------------------------------------ | ---- | ----------- | --------------- |
| 1   | Bienale Młodej Sztuki                   | Rybie Oko                            | 2008 | Ustka       | Polska          |
| 2   | Pamiętniki pokolenia tamagotchi         | Galeria Klimy Bocheńskiej            | 2008 | Warszawa    | Polska          |
| 3   | 13 Photographes                         | Arles avec FetArt                    | 2008 | Arles       | Francja         |
| 4   | Wystawa zbiorowa                        | Wanted Paris                         | 2008 | Paryż       | Francja         |
| 5   | Aspekty fotografii XXI w.               | Biennale Fotografii                  | 2009 | Poznań      | Polska          |
| 6   | Les projections du jury                 | Rencontres Photographiques           | 2009 | Montpellier | Francja         |
| 7   | Voies Off                               |                                      | 2009 | Arles       | Francja         |
| 8   | Moore and Auschwitz                     | Tate Britain                         | 2010 | Londyn      | Wielka Brytania |
| 9   | XIX International Contemporary Art Fair |                                      | 2010 | Santander   | Hiszpania       |
| 10  | Oh no, not sex and death again!         | PGS                                  | 2010 | Sopot       | Polska          |
| 11  | Efekt pasażu                            | Otwarta Pracownia                    | 2011 | Kraków      | Polska          |
| 12  | Efekt pasażu                            | Bałtycka Galeria Sztuki Współczesnej | 2011 | Słupsk      | Polska          |
| 13  | Efekt pasażu                            | Muzeum Górnośląskie                  | 2011 | Bytom       | Polska          |
| 14  | Marginesy historii                      | Biennale Fotografii                  | 2011 | Poznań      | Polska          |
| 15  | Marginalność pejzażu                    | Biennale Fotografii                  | 2011 | Poznań      | Polska          |
| 16  | Drżące ciało                            | Galeria Starmach                     | 2012 | Kraków      | Polska          |
| 17  | Małe pranie ręczne                      | Galeria Sztuki Współczesnej Strefa A | 2012 | Kraków      | Polska          |
| 18  | Z drugiej strony                        | Galeria Szyperska                    | 2012 | Poznań      | Polska          |
| 19  | Dekada                                  | Galeria Piekary                      | 2013 | Poznań      | Polska          |
| 20  | Podglądacz czy kreator?                 | Stara Galeria ZPAF                   | 2013 | Warszawa    | Polska          |
| 21  | Unnatural selection                     | Unseen Foto Fair                     | 2013 | Amsterdam   | Holandia        |
| 22  | Interior/Exterior                       | Contemporary Photography Programme   | 2013 | Jersey      | Wielka Brytania |
| 23  | La sélection du jury                    | Festiwal Circulation(s)              | 2014 | Paryż       | Frabcja         |
| 24  | Paris-based Festival Circulation(s)     |                                      | 2014 | Malmö       | Szwecja         |
| 25  | Promieniowanie                          | Miesiąc Fotografii w Krakowie        | 2014 | Kraków      | Polska          |
| 26  | O włos                                  | CK Zamek                             | 2015 | Poznań      | Polska          |
| 27  | 50/50/50                                | Biuro Wystaw Artystycznych           | 2015 | Kielce      | Polska          |
| 28  | Przestrzeń wspólna/przestrzeń własna    | Festiwal Fotografii Artystycznej     | 2015 | Warszawa    | Polska          |
| 29  | Ars Moriendi Sztuka Umierania           | Biuro Wystaw Artystycznych           | 2015 | Tarnów      | Polska          |
| 30  | Ars Moriendi Sztuka Umierania           | Biuro Wystaw Artystycznych           | 2015 | Olsztyn     | Polska          |
| 31  | Wyborny trup fotografii polskiej        | TIFF, BWA Awangarda                  | 2015 | Wrocław     | Polska          |
| 32  | Günter Grass. Kolekcja Plus             | Gdańska Galeria Miejska              | 2016 | Gdańsk      | Polska          |
| 33  | Świadomy sen (Lucid Dream)              | Galeria Biała                        | 2016 | Lublin      | Polska          |
| 34  | LUX, Archeologia Fotografii             | WGW                                  | 2016 | Warszawa    | Polska          |
| 35  | Autoportrety Obsesyjne                  | Primavera, Fotocooltura              | 2017 | Oborniki    | Polska          |
| 36  | Portret Osobisty                        | Instytut Fotografii Fort             | 2017 | Warszawa    | Polska          |

Źródło

## Publikacje
- Anima. Obrazy z Afryki 2005–2013; Wydawca: Galeria Piekary / Verbum Sp. z oo, Poznań[13]
- Teatr; Wydawca: Instytut Teatralny im. Zbigniewa Raszewskiego (2018); ISBN/ISSN: 978-83-63276-45-4[14][15]